# Autophila cymaenotaenia
Autophila cymaenotaenia är en fjärilsart som beskrevs av Charles Boursin 1940. Autophila cymaenotaenia ingår i släktet Autophila och familjen nattflyn. Inga underarter finns listade i Catalogue of Life.